# فيصل الشبول
فيصل يوسف عوض الشبول (مواليد عام 1958 في الشجرة، إربد) سياسي أردني حاصل على بكالوريوس في الصحافة من الجامعة اللبنانية، يشغل منصب وزير الاتصال الحكومي في حكومة بشر الخصاونة منذ 27 تشرين الأول 2022، كما شغل منصب وزير الدولة لشؤون الإعلام في نفس الحكومة من 11 تشرين الأول 2021 حتى تسلمه وزارة الاتصال الحكومي.

## مناصبه
أهم المناصب التي شغلها:
- مدير عام وكالة الأنباء الأردنية «بترا» في الفترتين من 1999-2006 ومن 2012-2018.[4]
- مدير عام مؤسسة الإذاعة والتلفزيون بين عامي 2006-2008.
- أمين عام وزارة الإعلام.
- عضو في مجلس مفوضي الهيئة المستقلة للانتخاب.
- عضو في نقابة الصحفيين الأردنيين.
- صحفي متخصص في تغطية الشؤون السياسية والعامة في عدة صحف ومجلات أردنية وعربية.